# Страхова медицина
Страхова медицина  — термін який часто вживається в Україні маючи на увазі медичне страхування (Health insurance англ.) Це тип страхування від ризиків витрат, пов'язаних із отриманням медичної допомоги. У більшості країн є формою соціального захисту інтересів населення в системі охороні здоров'я.

## Сутність медичного страхування
При виникненні страхового випадку страховик гарантує оплату медичної допомоги, за рахунок накопичених страхувальниками коштів. Медичне страхування дозволяє гарантувати громадянину безкоштовне надання певного обсягу медичних послуг, при виникненні страхового випадку (порушення здоров'я), за наявності договору зі страховою медичною організацією (страховиком). Остання несе витрати з оплати випадку надання медичної допомоги (ризику), з моменту сплати громадянином першого внеску до відповідного фонду. Забезпечує право громадян які працюють, і членів їхніх сімей на кваліфіковане медичне обслуговування та матеріальне забезпечення, у випадку захворювання та в інших випадках.

## Мета медичного страхування
Метою медичного страхування є:
- захист здоров'я і працездатності співробітників підприємства;
- зниження фінансових проблем роботодавця і співробітників, пов'язаних з організацією і наданням медичної допомоги;
- скорочення кількості днів непрацездатності співробітників за рахунок надання якісної медичної допомоги і контролю над процесом одужання;
- додатковий стимул для співробітників до збереження робочого місця і підвищення якості роботи [3].

## Завдання медичного страхування
- охорона здоров'я населення;
- забезпечення відтворення населення;
- розвиток сфери медичного обслуговування;
- фінансування системи охорони здоров'я, поліпшення її матеріальної бази;
- перерозподіл коштів, що йдуть на оплату медичних послуг між різними групами населення [2].

## Доцільність медичного страхування
- програми медичного страхування дозволять підприємству делегувати безпосередньо страховій компанії реалізацію цілого ряду питань, які стосуються соціального захисту своїх робітників, що пов'язані з їх захворюваннями та нещасними випадками. Подібна «спеціалізація» питань організації виробничих та соціальних процесів на підприємстві приводить до мінімального відволікання керівництва на їх рішення, при повному контролі та впливу безпосередньо на реалізацію даних питань через механізм страхування.
- соціальний аспект, який також можна враховувати, полягає в тому, що медичне страхування сприймається робітниками як додаткове соціальне благо та перевага роботи на конкретному підприємстві.

## Переваги щодо отримання медичного страхування
- забезпечення більшої доступності, якості і повноти щодо задоволення різноманітних потреб населення в наданні медичних послуг, що є ефективнішою формою порівняно з державним фінансуванням системи охорони здоров'я;
- у разі порушення лікувально-профілактичним закладом стандартів медичних послуг страхова компанія може частково або повністю не оплачувати вартість таких послуг;
- ніяких фінансових розрахунків у лікарні застрахованій особі робити не потрібно, бо з медичною установою за фактом надання застрахованій особі медичної допомоги (медичних послуг) розраховується страхова компанія.

Основна мета добровільного медичного страхування — гарантувати громадянам (застрахованим особам), при виникненні страхового випадку, оплату вартості медичної допомоги (медичних послуг), за рахунок коштів страхових резервів, а також фінансувати профілактичні заходи.

## Перелік послуг в разі настання страхового випадку
- ургентну (швидку) медичну допомогу;
- стаціонарне лікування;
- амбулаторно-поліклінічне лікування.

## Мета медичного страхування
- захист здоров'я і працездатності співробітників підприємства;
- зниження фінансових проблем роботодавця і співробітників, пов'язаних з організацією і наданням медичної допомоги;
- скорочення кількості днів непрацездатності співробітників за рахунок надання якісної медичної допомоги;
- додатковий стимул для співробітників до збереження робочого місця і підвищення якості роботи.[1]

## Особливості добровільного медичного страхування (ДМС) в Україні

### Особливості добровільного медичного страхування
- Добровільне медичне страхування (ДМС) є частиною особистого страхування;
- добровільне медичне страхування важливий ринковий компонент та ефективне доповнення до системи соціального забезпечення, до Обов'язкового загальнодержавного медичного страхування;
- у ДМС застосовується принцип страхової солідарності, який визначається тим, що застрахована особа отримує ті види медичної допомоги та у тих розмірах, за які було сплачено страховий платіж;
- програми ДМС можуть обиратися за бажанням страхувальника.[2]

## Заходи для поліпшення нормативно-методичної бази
- забезпечення конкурентного середовища на ринку медичних послуг у разі прийняття законодавчих актів;
- створення умов розвитку добровільного медичного страхування як доповнення до обов'язкового соціального медичного страхування, яке б забезпечувало покриття витрат за надання медичної допомоги;
- посилення зацікавленості роботодавців у турботі про збереження здоров'я своїх працівників шляхом встановлення економічних стимулів щодо коштів, які направлятимуться підприємствами на ДМС;
- законодавче врегулювання питання можливості включення витрат на сплату страхових платежів працівників підприємства до складу собівартості продукції;
- підвищення надійності страхових організацій, шляхом встановлення вимог ліцензування;
- забезпечення надходження коштів у систему ДМС, підвищення зацікавленості медичних установ, роботодавців і громадян шляхом створення уніфікованої системи ціноутворення на медичні послуги;
- забезпечення контролю за використанням єдиних стандартів усіма медичними установами, незалежно від їхньої відомчої підпорядкованості та організаційно-правової форми.[1]

Вищенаведена система заходів дозволить:
- створити умови для найбільш повного задоволення потреб населення в одержанні медичної допомоги;
- суттєво зменшити навантаження на державний та місцеві бюджети;
- зменшити долю тіньової медицини в системі медичного забезпечення;
- уникнути необґрунтованих витрат, викликаних наданням зайвих медичних послуг з метою одержання додаткового прибутку;
- підвищити фінансовий стан працівників медичних установ.

Сьогоднішній стан справ охорони здоров'я потребує реформування, відпрацювання та впровадження ефективних програм, які б враховували інтереси всіх зацікавлених сторін та забезпечили:
- достатнє фінансування закладів охорони здоров'я;
- гідну матеріальну винагороду медичних працівників (лікарів);
- достатній обсяг медичних послуг та на гідному рівні всім громадянам України[2].

Перевага медичного страхування полягає в його прогнозованості: кожен громадянин вкладає невеликі суми коштів у медичну страховку для того, щоб бути впевненим, що при хворобі всі або переважна більшість медичних витрат будуть оплачені. Медичне страхування дає можливість контролювати свій бюджет, тому що завдяки йому більше, ніж вартість страховки, на медицину за рік не витратиш.

### Ринок медичного страхування в Україні
Медичне страхування досі не стало затребуваною послугою. Позитивні тенденції є, але вони незначні в порівнянні з потенціалом і реальними можливостями цього ринку. У 2008 році вітчизняні страхові компанії майже 90% договорів медичного страхування уклали з корпоративними клієнтами. Пересічний споживач не зацікавлений у придбанні страховки, що пов'язано з відсутністю у більшості клінік сучасного обладнання для діагностики та лікування, труднощами з медичними препаратами та катастрофічною нестачею кваліфікованих лікарів.
Послуги приватних лікарень, які мають сучасної технологічної та матеріальною базою, занадто дорогі, що теж відлякує людей. Тому простіше відвідати дільничного лікаря, поклавши в його кишеню певну суму грошей, ніж придбати страховий поліс.
На медицину в Україні виділяється лише 3% ВВП, невелика частина покривається з державного медичного страхування, а інше — це неофіційні платежі населення. Згідно опитування, проведеного в листопаді 2009 року, за свій рахунок лікується 72,6% населення України, 16,8% займаються самолікуванням і 4,7% мають страховий поліс.